# Daddy Long Legs (Ray Anthony)
Daddy Long Legs è un EP (mini album) a nome di Ray Anthony and His Orchestra, pubblicato dalla Capitol Records nel 1955.
Fu la colonna sonora dell'omonimo film (il titolo italiano è Papà gambalunga), interpretato da Fred Astaire e Leslie Caron, con lo stesso Ray Anthony in un piccolo ruolo di caporchestra.

## Tracce
Lato A
1. Sluefoot – 2:01 (Johnny Mercer) – Registrato il 2 marzo 1955 al Capitol Studios di Hollywood, California
2. Dream – 2:36 (Johnny Mercer) – Registrato il 2 marzo 1955 al Capitol Studios di Hollywood, California

Durata totale: 4:37
Lato B
1. Something's Gotta Give – 2:16 (Johnny Mercer) – Registrato il 2 marzo 1955 al Capitol Studios di Hollywood, California
2. Thunderbird – 2:30 (Ray Anthony, George Williams) – Registrato il 12 dicembre 1952 al Capitol Studios di Hollywood, California

Durata totale: 4:46

## Musicisti
Sluefoot, Dream e Something's Gotta Give
- Ray Anthony – tromba

(Personale possibile partecipante alla registrazione)
- John Best – tromba
- Conrad Gozzo – tromba
- Mannie Klein – tromba
- Uan Rasey – tromba
- Murray McEachern – trombone
- Gus Bivona – sassofono alto, clarinetto
- Ted Nash – sassofono tenore
- Leo Anthony – sassofono baritono
- Paul Smith – pianoforte
- Al Hendrickson – chitarra
- Don Simpson – contrabbasso
- Alvin Stoller – batteria
- The Skyliners (gruppo vocale) – cori
- Sconosciuto – arrangiamenti

Thunderbird
- Ray Anthony – tromba
- Bruce Bruckert – tromba
- Darryl Campbell – tromba
- Ray Triscari – tromba
- Dale Turner – tromba
- Sy Berger – trombone
- Vince Forrest – trombone
- Dick Reynolds – trombone
- Ken Schrudder – trombone
- Earl Bergman – sassofono alto, clarinetto
- Jim Schneider – sassofono alto, clarinetto
- Tom Loggia – sassofono tenore
- Bob Tricarico – sassofono tenore
- Leo Anthony – sassofono baritono
- Fred Savarese – pianoforte
- Danny Perri – chitarra
- Billy Cronk – contrabbasso
- Archie Freeman – batteria
- George Williams – arrangiamenti